# Roslund & Hellström
Roslund & Hellström är en svensk kriminalförfattarduo bestående av journalisten Anders Roslund och kriminalvårdsdebattören Börge Hellström. Duon debuterade med kriminalromanen Odjuret 2004. Temat i deras böcker kretsar huvudsakligen kring vem som är brottsoffer och vem som är gärningsman. Börge Hellström dog 2017. Anders Roslund har därefter givit ut Tre timmar, en uppföljare till duons sista gemensamma bok Tre minuter.
Återkommande personer: kriminalkommissarie Ewert Grens, kriminalinspektör Sven Sundkvist, kriminalinspektör Mariana Hermansson – samtliga vid Citypolisen Stockholm. Lars Ågestam, åklagare, Åklagarmyndigheten Stockholm.
Böckerna har fått stor spridning och finns översatta till japanska, kinesiska, koreanska, indonesiska, ryska, engelska, tyska, franska, italienska, spanska, portugisiska, nederländska, polska, litauiska, estniska, rumänska, bulgariska, slovenska, kroatiska, ungerska, slovakiska, tjeckiska, isländska, finska, danska, norska, hebreiska, turkiska, grekiska, makedoniska samt katalanska.

## Priser och utmärkelser
- Tilldelade Glasnyckeln för Bästa nordiska kriminalroman 2005 - Odjuret
- Tilldelade Guldpocket 2005 i kategorin Årets mest sålda svenska deckare (mer än 50 000 sålda exemplar) - Odjuret
- Nominerade till Bästa svenska kriminalroman 2005 - Box 21
- Tilldelade tidningen Stockholm Citys pris för årets bok 2005 - Box 21
- Tilldelade Platinapocket 2006 i kategorin Årets mest sålda svenska deckare (mer än 100 000 sålda exemplar) - Box 21
- Tilldelade Årets Bästa Kriminalroman i Rumänien av Romanian Crime Writers Club - Box 21
- Nominerade till Bokhandelns pris -Box 21
- Nominerade till Bästa svenska kriminalroman 2006 - Edward Finnigans upprättelse
- Tilldelade Platinapocket 2007 i kategorin Årets mest sålda svenska deckare (mer än 100 000 sålda exemplar) - Edward Finnigans upprättelse
- Nominerade till Bokhandelns pris - Edward Finnigans upprättelse
- Nominerade till Bästa svenska kriminalroman 2007 - Flickan under gatan
- Tilldelade Platinapocket 2008 i kategorin Årets mest sålda svenska deckare (mer än 100 000 sålda exemplar) - Flickan under gatan
- Tilldelade Bästa svenska kriminalroman 2010 - Tre sekunder
- Tilldelade Stora Läsarpriset för Årets Spänning 2010 - Tre sekunder
- Nominerade till Glasnyckeln 2010 - Tre sekunder
- Tilldelade Platinapocket 2010 i kategorin Årets mest sålda svenska deckare (mer än 100 000 sålda exemplar) - Tre sekunder
- Tilldelade The CWA International Dagger för Årets bästa internationella kriminalroman 2011 - Tre sekunder
- Nominerade till The Barry Award för Årets bästa brittiska kriminalroman 2011 - Tre sekunder
- Tilldelade Det Japanska Läsarpriset för Årets bästa kriminalroman 2013 - "Tre Sekunder"
- Nominerade Bästa svenska kriminalroman 2013 - Två Soldater
- Nominerade till The CWA International Dagger för Årets bästa internationella kriminalroman 2013  - "Två Soldater"
- Nominerade Bästa svenska kriminalroman 2013 - Tre Minuter